# بیسگم
بیسگم (به لاتین: Bissegem) یک منطقهٔ مسکونی در بلژیک است که در کورتریک واقع شده‌است. بیسگم ۳٫۴۴۰۴۴۴ کیلومتر مربع مساحت و ۱۵٬۵۳۳ نفر جمعیت دارد.